# 우드그래플러
우드그래플러란 나무를 재료로 하는 각종 물건 등등을 만들 때 필요한 나무를 벌목하는 데에 있어 필요한 장비를 갖춘 특장차를 얘기한다. 그래서 벌목장에서 주로 보이는 차종이다.

## 특징
나무를 재료로 하는 각종 물건 등등을 만들 때 필요한 나무를 벌목하는 데에 있어 필요한 장비를 갖춘 차량이기에 벌목장에서 자주 보이는 차종이다. 나무를 벌목하는데 필요한 집게와 크레인을 필수로 구비하고 있으며 크레인은 굴절식으로 되어 보다 편리한 벌목 활동에 도움을 준다. 또한 크레인을 조종할 수가 있도록 크레인을 조종할 수가 있는 조종실까지 마련이 되어 있다. 주로 8톤 이상의 대형 화물차를 특장하여 만드는 차종이다.

## 같이 보기
- 특장차
- 벌목